# Ein Ritter in Camelot
Ein Ritter in Camelot (Originaltitel: A Knight in Camelot) ist eine US-amerikanische Filmkomödie von Roger Young aus dem Jahr 1998. Die Handlung des Disney-Fantasy-Fernsehfilm beruht auf dem Roman Ein Yankee am Hofe des Königs Artus (A Connecticut Yankee in King Arthur's Court) von Mark Twain.

## Handlung
Dr. Vivien Morgan wird während eines wissenschaftlichen Experiments in die Zeit von König Artus versetzt. Sie hat ihr Notebook und einige andere Geräte dabei. Sir Sagramour lässt sie als Hexe verhaften. Dr. Morgan nutzt ihr Notebook zu Recherchen über das 6. Jahrhundert und stellt fest, dass sich in Kürze eine Sonnenfinsternis ereignen wird. Es gelingt ihr, die abergläubischen Bewohner von ihren „magischen“ Fähigkeiten zu überzeugen, indem sie die „verschwundene Sonne“ wieder scheinen lässt, und so wird sie von König Artus als Sir Boss zum Ritter der Tafelrunde ernannt.
Sir Boss macht sich daran, die Lebensumstände in Camelot mit verschiedenen modernen Erfindungen zu verbessern und die Bewohner davon zu überzeugen, dass man für die tägliche Arbeit keine Leibeigenen oder Sklaven brauche. Damit macht sie sich aber nicht nur Freunde am Hof. Als sie von Sir Sagramour zum Duell herausgefordert wird, kann sie ihn mit Kung Fu und anderen modernen Kampftechniken schlagen. Später kämpft Sir Sagramour gegen einen mit Sir Boss befreundeten Jungen, dessen Familie er einst tötete. Sir Sagramour wird erneut geschlagen und dem Gericht der Ritter der Tafelrunde übergeben. Der Junge wird von König Arthur zum Ritter ernannt.
Sir Boss überredet König Artus, in Verkleidung das Alltagsleben der kleinen Leute in seinem Königreich kennenzulernen, wobei sie festgenommen werden und gehängt werden sollen. Clarence, dem Jungen, gelingt es jedoch, zu fliehen und Dr. Morgan und den König zu befreien. Bei der anschließenden Feier im Schloss (mit Musik aus ihrem Ghettoblaster) taucht hinter Dr. Morgan der Zauberer Merlin auf, der sie zurück in ihr Jahrhundert schickt. Dort taucht Merlin dann in einem zeitgemäßen Anzug auf und öffnet mit seinem Zauberstab eine Tür, durch die man das Universum sehen kann. Dr. Morgan fragt, ob sie mitkommen könne, und Merlin meint, er könnte einen Lehrling gebrauchen.

## Kritiken
Das Lexikon des internationalen Films urteilt: „Erneute Verfilmung der Mark-Twain-Geschichte, diesmal als Vehikel für Whoopi Goldberg, die mit nur dürftigen Gags für Stimmung sorgen soll. Ein Film in typischer Disney-Manier, der die ganze Familie bedienen will, es jedoch niemanden recht macht.“
Ryan Cracknell bezeichnete den Film im Apollo Guide als „uninspiriert“, „unwitzig“ und „mittelmäßig“. Er sei zu „harmlos“ gemacht, um unterhaltsam zu sein.

## Hintergrund
Der Fernsehfilm wurde in Newcastle upon Tyne, England und in Budapest, Ungarn gedreht.
In den Vereinigten Staaten wurde er erstmals am 8. November 1998 gezeigt. Die deutschsprachige Erstausstrahlung erfolgte am 16. April 2001 im Schweizer Fernsehen.